# Francesca Rettondini
Francesca Rettondini (* 7. März 1971 in Verona, Italien) ist eine italienische Schauspielerin. Außerhalb Italiens ist sie vor allem durch ihre Rolle im Film Ghost Ship bekannt.

## Leben
Ihre Schauspielkarriere begann sie 1993 im Fernsehen mit der italienischen Seifenoper Passioni. 1995 folgte mit Ragazzi della notte ihr erster Film. Im gleichen Jahr trat sie in der Mini-Serie Pazza famiglia auf. Francesca Rettondini konnte sich in den folgenden Jahren im italienischen Filmgeschäft behaupten und spielte in mehreren Fernseh- und Kinofilmen mit. Ihren bisher größten Erfolg konnte sie 2002 mit dem amerikanischen Film Ghost Ship feiern, der sie über die Grenzen Italiens hinaus bekannt machte.
Francesca Rettondini war mit dem italienischen Schauspieler Alberto Castagna liiert.

## Filmografie (Auswahl)
- 1995: Ragazzi della notte
- 1996: Una donna in fuga
- 1996: Un inverno freddo freddo
- 1998: La cena
- 1999: T'amo e t'amerò
- 2000: Il conte di Melissa
- 2002: Ghost Ship
- 2003: Cronaca rosa
- 2005: L'apocalisse delle scimmie
- 2005: DeKronos - Il demone del tempo
- 2008: Nient'altro che noi